# Ventilación con recuperación de calor
La ventilación con recuperación de calor (HRV en sus siglas en inglés) (también conocido como un intercambiador de calor, intercambiador de aire o intercambiador aire-aire) es un sistema de ventilación que emplea a un contra - flujo de calor entre la entrada y de salida del flujo de aire. El recuperador de calor permite una eficaz renovación del aire interior sin derrochar el calor del aire interior. Esto permite ahorrar energía de calefacción en valores entre 15 y 30 % dependiendo de la calidad de las ventanas y puertas respecto a su permeabilidad al aire. 
Los ventilación con recuperación de energía (ERV) están estrechamente relacionados, sin embargo también permiten la transferencia el nivel de humedad de los gases de escape de aire a aire de admisión.

## Beneficios
La eficiencia energética de un edificio se implementa por varios caminos entre los que destacan, por su peso en la carga térmica, el aislamiento térmico de la envolvente de los edificios (muros, techos, pisos y vidriados) y la mejora en la estanqueidad de aberturas mediante burletes. Estas medidas drásticas se tomaron luego de la crisis del petróleo de 1973 pero impactó negativamente en la calidad del aire interior generando el síndrome del edificio enfermo (sick buildings) debido a que los edificios se los hicieron herméticos y débilmente ventilados.
Dado que todos los edificios requieren una fuente de aire fresco, se hizo evidente la violación de los derechos de trabajadores en edificios de oficinas y de la población general en viviendas. Esto principalmente en EE. UU. y Canadá en principio pero luego se propagó al norte de Europa hasta llegar a los países del mediterráneo y oriente. Si bien la apertura de una ventana proporciona la ventilación, el edificio pierde calor sensible y latente en invierno o verano disminuyendo la eficiencia energética y derrochando energía que debe ser compensado por los sistemas de calefacción, aire acondicionado y ventilación. La tecnología de recuperación de calor ofrece una solución óptima: aire fresco, un mejor control del clima y adecuada eficiencia energética.

## Tecnología
Los HRVs y ERVs son dispositivos que pueden instalarse y operar de manera independiente, o construidos al efecto, o adosados a sistemas de HVAC existentes. Para un pequeño edificio en el que casi todas las habitaciones tiene una pared exterior, entonces el dispositivo HRV/ERV puede ser pequeño para la ventilación de una habitación individual. Un edificio más grande requerirá o muchas unidades pequeñas, o una gran unidad central. Los únicos requisitos para la instalación de un recuperador de calor es tener acceso a una pared exterior o bien que el acceso sea mediante un conducto cuya sección tendrá relación con el volumen de aire a renovar y la frecuencia y desde ya una conexión eléctrica para el ventilador. Cuando se use un sistema centralizado deberá ser tipo "aire forzado" por los grandes volúmenes a renovar.

## Intercambiador de calor aire-aire

La apariencia del intercambiador o recuperador de calor suele ser la de una caja (generalmente metálica) con embocaduras. En su interior encontraremos los filtros que ayudarán a purificar el aire tanto del exterior como del interior del edificio, y los ventiladores que impulsarán dicho aire. En el centro del recuperador está el núcleo, dónde se realiza el intercambio de calor sin llegar a mezclar los canales de aire.
Hay una serie de intercambiadores de calor utilizado en dispositivos HRV, como se muestra en la imagen: 
- Flujo de calor transversal de hasta 60% eficiencia (pasivo).
- Intercambiador de calor contador de hasta 99% eficiencia (pasivo).
- Intercambiador de calor rotativo (requiere un motor para hacer girar la turbina).
- Tubos de calor / calor múltiples hilos finos.

El aire que entra en el intercambiador de calor debe ser por lo menos de 0 °C, de lo contrario la humedad en el aire saliente puede condensar, congelar y bloquear el intercambiador de calor.